# Ekohiša
Ekohiša (tudi Ekološka ali Okolju prijazna hiša) je stanovanjski objekt, ki s svojo lego, obliko in lastnostmi, pa tudi s tehnologijo in materiali uporabljenimi za njegovo izgradnjo kar najmanj škodi svoji okolici.
Ekohiše postajajo vse bolj priljubljene med okoljsko ozaveščenimi ljudmi. Prav zaradi tega so prebivalci teh hiš velikokrat tudi vzor okolju prijaznega življenja.